# France Universités
Pour les articles homonymes, voir CPU (homonymie).
Créée par décret le 24 février 1971,, France Universités rassemble les dirigeants exécutifs des universités, grandes écoles, écoles d'ingénieurs et de commerce, instituts nationaux polytechniques et établissements d’enseignement supérieur et de recherche publics afin de porter la voix et les valeurs des universités et établissements d'enseignement supérieur dans le débat public. Elle prend le statut d'association loi de 1901 le 15 janvier 2008 et est reconnue d'utilité publique le 15 mai 2008. Anciennement Conférence des présidents d'université (CPU), elle adopte le nouveau nom de France Universités le 13 janvier 2022 dans le but d'assurer une meilleure représentation des établissements.
Elle est présidée par Lamri Adoui (d) depuis le 30 janvier 2025.

## Histoire
La loi relative aux libertés et responsabilités des universités adoptée en 2007 prévoit en son article 36 de profondes modifications du fonctionnement de la conférence des chefs d'établissement. Il est en premier lieu instauré deux conférences. L'une composée des présidents d'université, des responsables des grands établissements et des directeurs d'écoles normales supérieures. L'autre, des responsables d'établissements d'enseignement supérieur, d'instituts ou écoles internes à ces établissements habilités à délivrer le diplôme d'ingénieur (CDEFI). Ces deux conférences forment alors la conférence des chefs d'établissement de l'enseignement supérieur.
France Universités (Conférence des présidents d'université), responsables des grands établissements et directeurs ENS devient une association loi de 1901. En tant qu'association, elle se dote de statuts le 20 décembre 2007 et prend le nom de Conférence des présidents d'université. Elle reprend pour son fonctionnement celui de la Conférence des chefs d'établissement prévu par la Loi Savary (un président et un bureau élus pour 2 ans).
France Universités siège à tour de rôle avec la CDEFI au sein du conseil supérieur de l'éducation.
Le président de France Universités fait souvent figure de « porte-parole » des universités françaises, bien que ce rôle ne soit pas officiel[source secondaire souhaitée].

### Partenariats
En janvier 2007, France Universités signe une convention avec la CNIL. Elle est renouvelée en janvier 2019.
Depuis 2014, France Universités organise avec le  CNRS le concours Ma thèse en 180 secondes.
En août 2015, France Universités signe un accord de partenariat avec l'agence pour l'enseignement français à l'étranger (AEFE) visant à mieux faire connaître les formations universitaires françaises dans les lycées français à l'étranger[source secondaire souhaitée].
En mai 2016, France Universités renouvelle son accord-cadre avec le Centre national des œuvres universitaires et scolaires (CNOUS).
En mai 2017, France Universités signe une convention avec Régions de France. Elle est renouvelée en mai 2021.
En octobre 2021, France Universités signe une convention avec la Cour des comptes.

## Prises de position
Depuis sa création en 2007, France Universités a pris une large part dans le débat public touchant aux questions universitaires.
En mai 2007, Jean-Pierre Finance, président de France Universités (Conférence des présidents d'université), affirme au sujet de la loi relative aux libertés et responsabilités des universités qu'« il serait stupide de refuser les financements privés des universités », affirmant ne pas croire à un désengagement complet de l'État dans ce procédé.
En avril 2015, France Universités demande de se soustraire à la loi relative à l'enseignement supérieur et à la recherche concernant la stricte parité hommes-femmes des comités académiques en étayant que le genre d'un individu n'a rien à voir avec son aptitude à être nommé à un comité, mais sa demande est rejetée par le Conseil constitutionnel.
En mai 2015, après que Nicolas Sarkozy, en tant que président de l'UMP, se soit déclaré en faveur de l'interdiction du voile à l'université, France Universités (Conférence des présidents d'université) s'est officiellement annoncée contre cette interdiction dès le lendemain.
Dans l'entre-deux-tours de l'élection présidentielle de 2017 qui oppose Marine Le Pen à Emmanuel Macron, le bureau de France Universités (Conférence des présidents d'université) appelle à voter contre la candidate FN. En avril 2018, France Universités (Conférence des présidents d'université) soutient la réforme des universités menée sous Macron mais s'inquiète du manque de moyens en jeu pour accueillir 30 000 étudiants supplémentaires chaque année,.
En octobre 2019, France Universités demande l'inscription de la liberté académique dans la Constitution.
Le lendemain du premier tour de l'élection présidentielle 2022, France Universités appelle à voter contre l'extrême-droite et la candidature de Marine Le Pen - Rassemblement National et à voter en conséquence pour Emmanuel Macron.
En février 2023, France Universités demande plus de transparence sur l'enseignement supérieur privé et un moratoire sur la délivrance de visas et grades par les établissements privés.

## Organisation

### Activités
France Universités est une association loi de 1901 qui rassemble les dirigeants exécutifs des universités et établissements d’enseignement supérieur et de recherche afin de porter la voix et les valeurs des universités dans le débat public. Elle comprend actuellement une centaine de membres votant (présidents d’université, directeurs d’écoles normales supérieures, d’INP, d’INSA, administrateurs généraux) mais également des membres associés.
Force de proposition et de négociation auprès des pouvoirs publics, des différents réseaux de l’enseignement supérieur et de la recherche, des partenaires économiques et sociaux et des institutions nationales et internationales, France Universités réagit aux évolutions du monde de l’enseignement supérieur et de la recherche et propose des éléments de transformation.
Dans un contexte de profondes mutations du secteur de l’enseignement supérieur et de la recherche, France Universités a également un rôle de soutien aux présidents dans leurs nouvelles missions et de promotion de l’Université française et de ses valeurs en France et à l’étranger.
Dans son action elle s’appuie sur l’Amue (Agence de mutualisation des universités et établissements), qui contribue à l’élaboration d’une offre logicielle performante et à la formation des personnels de l’enseignement supérieur.

### Composition
France Universités regroupe les présidents d'université et directeurs des établissements publics à caractère scientifique, culturel et professionnel (EPCSCP).
Font également partie de France Universités :
- les directeurs des trois universités de technologie (Belfort-Montbéliard, Compiègne, Troyes) ;
- les directeurs des trois instituts nationaux polytechniques et le président de l'École polytechnique ;
- les directeurs des quatre écoles normales supérieures ;
- les directeurs de trois instituts nationaux des sciences appliquées (INSA de Rouen, INSA de Toulouse et INSA de Lyon) ;
- les directeurs des grands établissements dont :
  - l'administrateur général du Conservatoire national des arts et métiers ;
  - le directeur de CentraleSupélec ;
  - le président de l'École des hautes études en sciences sociales ;
  - le directeur général de l'École nationale supérieure d'arts et métiers ;
  - le président de l'École pratique des hautes études ;
  - le directeur de l'Institut d'études politiques de Paris, administrateur de la Fondation nationale des sciences politiques ;
  - le président de l'Institut national des langues et civilisations orientales ;
  - le directeur de l'Institut de physique du globe de Paris;
  - la présidente de l'Observatoire de Paris.

### Organisation interne
Elle désigne, pour deux ans, un président et deux vice-présidents qui constituent le bureau. Les fonctions de vice-président ne sont pas immédiatement renouvelables.
Le président de France Universités et les deux vice-présidents, les huit présidents des commissions et sept autres membres forment le Conseil d'Administration, également désignée pour deux ans.
La conférence se réunit usuellement le troisième jeudi de chaque mois en séance ordinaire plénière.

### Commissions et comités
France Universités compte plusieurs conseils, commissions pour piloter différents projets, instruire des dossiers ou préparer ses prises de positions.

### Moyens
Conformément à l'article D.233-5 du code de l'éducation, les moyens de fonctionnement de France Universités sont à la charge du Ministère de l'Enseignement supérieur et de la Recherche. La Conférence est installée au 103, boulevard Saint-Michel, à Paris, dans des locaux regroupant plusieurs institutions liées à l'enseignement supérieur.

## Présidents et Vice-présidents

### Depuis 2008
| Mandat                    | Président                                                 | Vice-présidents |
| ------------------------- | --------------------------------------------------------- | --- |
| 2008 - 2010               | Lionel Collet, professeur de physiologie, Lyon 1          | - Simone Bonnafous, professeure en sciences de la communication, Créteil - Jacques Fontanille, professeur de sémiotique, Limoges                             |
| 2010 - 2012               | Louis Vogel, professeur de droit privé, Paris 2           | - Anne Fraisse, professeure de latin, Montpellier 3 - Yvon Berland, professeur de néphrologie, Aix-Marseille                                                 |
| 2012 - 2014 & 2014 - 2016 | Jean-Loup Salzmann, professeur d'histologie, Paris 13     | - Gérard Blanchard, professeur en écologie, La Rochelle - Khaled Bouabdallah, professeur d'économie, Saint-Étienne                                           |
| 2016 - 2018               | Gilles Roussel, professeur d'informatique, UPEM           | - Fabienne Blaise, professeure de lettres, Lille 3 - Khaled Bouabdallah, professeur d'économie, Comue Lyon                                                   |
| 2018 - 2020               | Gilles Roussel, professeur d'informatique, UPEM           | - Christine Gangloff-Ziegler, professeure en science de l'éducation, UHA - Olivier Laboux, professeur en odontologie, Nantes                                 |
| 2020 - 2022               | Manuel Tunon de Lara, professeur de pneumologie, Bordeaux | - Virginie Dupont, professeure de chimie organique, Bretagne Sud - Guillaume Gellé, professeur en génie informatique, Reims                                  |
| 2022-2024                 | Guillaume Gellé, professeur en génie informatique, Reims  | - Virginie Dupont, professeure de chimie organique, Bretagne Sud - Dean Lewis, professeur en électronique, Bordeaux                                          |
| 2024-2026                 | Lamri Adoui, professeur de physique, Caen                 | - Hélène Boulanger, maître de conférence en sciences de l’information et de la communication, Lorraine - Jean-François Huchet, professeur d'économie, INALCO |

### De sa création à 2008
De 1971 à 2008, France Universités (Anciennement la Conférence des présidents d'université - CPU) est présidée par le ministre de l'enseignement supérieur et de la recherche ou par le ministre de l'éducation nationale accompagné d'un Bureau élu composé d'un Premier vice-président et de deux vice-présidents.

#### Liste des membres du bureau
Source : Conférence des présidents des universités.
| Mandat      | Premier vice-président | Vice-présidents                           |
| ----------- | ---------------------- | ----------------------------------------- |
| 1971 - 1972 | Jean-Louis Quermonne   | Jean Frézal Pierre Gaussin                |
| 1972 - 1973 | Jean Frézal            | Guy Ourisson Claude Champaud              |
| 1973 - 1974 | Claude Champaud        | Guy Ourisson René Rémond                  |
| 1974 - 1975 | René Rémond            | Pierre Deyon Michel Soutif                |
| 1975 - 1976 | Henri Gastaut          | Jean Frézal Roland Pérez                  |
| 1976 - 1977 | Jean Dry               | Pierre Fauchais Paul Leroy                |
| 1977 - 1978 | Paul Leroy             | Hélène Ahrweiler René Dabard              |
| 1978 - 1979 | Jean Dry               | Jacques Fort Claude Mesliand              |
| 1979 - 1980 | Jacques Latrille       | Lucien Braun Michel Guillou               |
| 1980 - 1982 | Roland Omnes           | Lucien Braun Jacques Vaudiaux             |
| 1982 - 1983 | Jacques Vaudiaux       | Jacques Mirouze Jean-Jacques Fol          |
| 1983 - 1984 | Monique Augé-Lafon     | Guy Pouzard Jacques Mirouze               |
| 1984 - 1985 | Guy Pouzard            | Jacques Mirouze Jacques Soppelsa          |
| 1985 - 1987 | Hubert Coudane         | Bernard Maitrot Jean-François Botrel      |
| 1987 - 1988 | Étienne Trocmé         | Jean-Jacques Conté Michel Imberty         |
| 1988 - 1990 | Daniel Laurent         | Jean-Paul Jacqué Jean-Jacques Conté       |
| 1990 - 1992 | Michel Bornancin       | Gilles Bertrand Georges Haddad            |
| 1992 - 1994 | Georges Haddad         | Claude Gour Bernard Nemitz                |
| 1994 - 1995 | Bernard Dizambourg     | Bernard Alluin Adrien Schmitt             |
| 1995 - 1996 | Bernard Alluin         | Adrien Schmitt André Lespagnol            |
| 1996 - 1997 | Jean-Marc Monteil      | Jean-Pierre Dedonder Bernard Saint-Girons |
| 1997 - 1998 | Bernard Saint-Girons   | Jean-Pierre Finance Bernard Raoult        |
| 1998 - 2000 | André Legrand          | Jean Brihault Gérard Binder               |
| 2000 - 2002 | Bernard Belloc         | Xavier Chapuisat Georges Molinié          |
| 2002 - 2004 | Michel Laurent         | Michel Kaplan Pascal Level                |
| 2004 - 2006 | Yannick Vallée         | Bernard Bosredon Richard Lioger           |
| 2006 - 2008 | Jean-Pierre Finance    | Thierry Coulhon Michel Lussault           |

## Activité de lobbying

### En France
France Universités est inscrite comme représentant d'intérêts auprès de l'Assemblée nationale. Elle déclare à ce titre sans annoncer de date précise un budget global de 3 500 000 euros, dont 3 200 000 euros de financement public, et indique que les coûts annuels liés aux activités directes de représentation d'intérêts auprès du Parlement n'excédent pas 100 000 euros.
Pour l'année 2017, France Universités déclare à la Haute Autorité pour la transparence de la vie publique exercer des activités de lobbying en France pour un montant qui n'excède pas 10 000 euros.

### Auprès des institutions de l'Union européenne
France Universités est inscrite depuis 2011 au registre de transparence des représentants d'intérêts auprès de la Commission européenne. Elle déclare en 2015 pour cette activité 4 collaborateurs à temps plein et des dépenses d'un montant compris entre 10 000 et 25 000 euros.